# Ксаверівська сільська рада (Черняхівський район)
Ксаверівська сільська рада — колишня адміністративно-територіальна одиниця та орган місцевого самоврядування у Черняхівському районі Житомирської області Української РСР та України з адміністративним центром у с. Ксаверівка.

## Населені пункти
Сільській раді підпорядковані населені пункти:
- с. Ксаверівка
- с. Крученець

## Населення
Відповідно до результатів перепису населення СРСР, кількість населення ради, станом на 12 січня 1989 року, становила 743 особи.
Станом на 5 грудня 2001 року, відповідно до перепису населення України, кількість мешканців сільської ради становила 664 особи.

## Склад ради
Рада складається з 12 депутатів та голови.

### Керівний склад сільської ради
| ПІБ                       | Основні відомості                                                                 | Дата обрання | Дата звільнення |
| ------------------------- | --------------------------------------------------------------------------------- | ------------ | --------------- |
| Бойко Людмила Анатоліївна | Сільський голова, 1949 року народження, освіта, член Комуністичної партії України | 26.03.2006   | 31.10.2010      |
| Поліщук Галина Федосівна  | Сільський голова, 1959 року народження, освіта вища, член Партії регіонів         | 31.10.2010   |                 |

Примітка: таблиця складена за даними джерела

## Історія
Створена 9 грудня 1985 року, відповідно до рішення Житомирського облвиконкому № 432 «Про деякі питання адміністративно-територіального устрою», в складі сіл Ксаверів та Крученець Клітищенської сільської ради Черняхівського району Житомирської області.
Виключена з облікових даних 28 грудня 2016 року через об'єднання до складу Вільської сільської об'єднаної територіальної громади Черняхівського району Житомирської області.